# Windows Update
Windows Update – darmowa usługa aktualizacji systemów z rodziny Windows opracowana przez firmę Microsoft. Umożliwia wyszukiwanie, pobieranie i instalację różnych aktualizacji do systemu Windows.

## Sposoby korzystania z usługi
Z usługi można korzystać na dwa sposoby: ręcznie, wywołując aktualizację (w zależności od wersji systemu poprzez witrynę internetową, panel sterowania czy też %SystemRoot\System32\wuapp.exe) oraz poprzez mechanizm aktualizacji automatycznych.
| System                                                           | Ręczna aktualizacja       | Aktualizacje automatyczne |
| ---------------------------------------------------------------- | ------------------------- | ------------------------- |
| Windows 95, Windows NT 4.0                                       | przez witrynę internetową | N                         |
| Windows 98                                                       | przez witrynę internetową | tylko powiadamianie       |
| Windows Millenium, Windows 2000, Windows XP, Windows Server 2003 | przez witrynę internetową | T                         |
| Windows Vista i nowsze, Windows Server 2008 i nowsze             | przez panel sterowania    | T                         |

Dla systemu Windows 98 dostępne było narzędzie powiadamianie o krytycznej aktualizacji systemu Windows, które w odróżnieniu do aktualizacji automatycznych jedynie informowało użytkownika o istnieniu niezainstalowanych aktualizacji i zalecało odwiedzenie Windows Update.
Witryna Windows Update (a także Microsoft Update) dostępna w starszych systemach wykorzystywała technologię ActiveX, obsługiwaną jedynie przez silnik przeglądarki Internet Explorer. Witryna nie działała na innych przeglądarkach. Obecnie nie jest już dostępna dla rodziny Windows 9x, próba otwarcia strony w przeglądarce spowoduje niekończące się przekierowania programu.

## Siostrzane usługi
- Witryna Office Update pozwalająca aktualizację programów z pakietu Microsoft Office
- Witryna Microsoft Update zastępująca Windows Update i Office Update oraz zawierająca dodatkowo możliwość aktualizacji innych programów firmy Microsoft. Po zainstalowaniu obsługi Microsoft Update można ją wyłączyć w ustawieniach i powrócić do Windows Update.